# Mu Capricorni
Mu Capricorni (Kuh, 51 Capricorni) é uma estrela na direção da constelação de Capricornus. Possui uma ascensão reta de 21h 53m 17.58s e uma declinação de −13° 33′ 06.5″. Sua magnitude aparente é igual a 5.08. Considerando sua distância de 90 anos-luz em relação à Terra, sua magnitude absoluta é igual a 2.87. Pertence à classe espectral F3IV.